# Superliga Brasileira de Voleibol Feminino de 2017 - Série B
A Superliga Brasileira de Voleibol Feminino de 2017 - Série B foi a quarta edição desta competição organizada pela Confederação Brasileira de Voleibol através da Unidade de Competições Nacionais. Trata-se da segunda divisão do Campeonato Brasileiro de Voleibol Feminino, a principal competição entre clubes de voleibol feminino do Brasil. Participaram do torneio sete equipes provenientes de tres estados brasileiros. O estreante Barueri sagrou-se campeão invito da edição e alcançou a promoção para Superliga Brasileira A 2017-18.

## Equipes participantes
| Equipe               | Cidade                | Última participação | Temporada 2016     |
| -------------------- | --------------------- | ------------------- | ------------------ |
| Brusque              | Brusque               | estreante           | Taça Prata de 2016 |
| ACV Chapecó          | Chapecó               | 2016                | 6º                 |
| Barueri              | Barueri               | estreante           | Taça Prata de 2016 |
| ADC Bradesco         | São Paulo             | estreante           | Taça Prata de 2016 |
| São Bernardo         | São Bernardo do Campo | estreante           | -                  |
| São José dos Pinhais | São José dos Pinhais  | 2016                | 4º                 |
| Clube Curitibano     | Curitiba              | estreante           | -                  |

## Fase classificatória
As sete equipes participantes jogam em turno único contra as demais equipes, sendo classificada automaticamente para a semifinal a primeira colocada  desta fase,  e do 2º ao 7º para as quartas de fina, cujo cruzamento será : 2º x 7º, 3º x 6º e o 4º x 5º,  tais cruzamentos disputados no sistema de playoffs em melhor de tres jogos .

### Classificação
- Vitória por 3 sets a 0 ou 3 a 1: 3 pontos para o vencedor;
- Vitória por 3 sets a 2: 2 pontos para o vencedor e 1 ponto para o perdedor.
- Não comparecimento, a equipe perde 2 pontos.
- Em caso de igualdade por pontos, os seguintes critérios servem como desempate: número de vitórias, razão de sets e razão de ralis.

|     |                      |     | Jogos | Jogos | Jogos | Resultados | Resultados | Resultados | Resultados | Resultados | Resultados | Sets | Sets | Sets  | Pontos | Pontos | Pontos |
| Pos | Equipe               | Pts | T     | V     | D     | 3–0        | 3–1        | 3–2        | 2–3        | 1–3        | 0–3        | V    | P    | R     | V      | P      | R      |
| --- | -------------------- | --- | ----- | ----- | ----- | ---------- | ---------- | ---------- | ---------- | ---------- | ---------- | ---- | ---- | ----- | ------ | ------ | ------ |
| 1   | Barueri              | 18  | 6     | 6     | 0     | 4          | 2          | 0          | 0          | 0          | 0          | 18   | 2    | 9,000 | 492    | 378    | 1.302  |
| 2   | ADC Bradesco         | 14  | 6     | 5     | 1     | 2          | 2          | 1          | 0          | 1          | 0          | 16   | 7    | 2.286 | 539    | 468    | 1.152  |
| 3   | Brusque              | 9   | 6     | 3     | 3     | 1          | 1          | 1          | 1          | 1          | 1          | 12   | 12   | 1,000 | 519    | 520    | 0.998  |
| 4   | São Bernardo         | 8   | 6     | 3     | 3     | 1          | 0          | 2          | 1          | 1          | 1          | 12   | 13   | 0.923 | 521    | 545    | 0.956  |
| 5   | São José dos Pinhais | 6   | 6     | 2     | 4     | 1          | 1          | 0          | 0          | 0          | 4          | 6    | 13   | 0.462 | 391    | 448    | 0.873  |
| 6   | ACV Chapecó          | 5   | 6     | 2     | 4     | 0          | 0          | 2          | 1          | 2          | 1          | 10   | 16   | 0.625 | 512    | 568    | 0.901  |
| 7   | Clube Curitibano     | 3   | 6     | 0     | 6     | 0          | 0          | 0          | 3          | 1          | 2          | 7    | 18   | 0.389 | 514    | 651    | 0.790  |

## Playoffs
Negrito - Vencedor das séries

itálico - Time com vantagem de mando de quadra

|  | Fase Classificatória (Melhor-de-3) 10 a 18 de março de 2017 | Fase Classificatória (Melhor-de-3) 10 a 18 de março de 2017 | Fase Classificatória (Melhor-de-3) 10 a 18 de março de 2017 |  |  | Semi-Finais (Melhor-de-3) 24 de março a 1 de abril de 2017 | Semi-Finais (Melhor-de-3) 24 de março a 1 de abril de 2017 | Semi-Finais (Melhor-de-3) 24 de março a 1 de abril de 2017 |  |  | Final (Jogo único) 10 de abril de 2017 | Final (Jogo único) 10 de abril de 2017 | Final (Jogo único) 10 de abril de 2017 |
|  |                                                             |                                                             |                                                             |  |  |                                                            |                                                            |                                                            |  |  |                                        |                                        |                                        |
|  | 4º                                                          | São Bernardo                                                | 2                                                           |  |  |                                                            |                                                            |                                                            |  |  |                                        |                                        |                                        |
|  | 5º                                                          | São José dos Pinhais                                        | 0                                                           |  |  |                                                            |                                                            |                                                            |  |  |                                        |                                        |                                        |
|  |                                                             |                                                             |                                                             |  |  | 1º                                                         | Barueri                                                    | 2                                                          |  |  |                                        |                                        |                                        |
|  |                                                             |                                                             |                                                             |  |  | 4º                                                         | São Bernardo                                               | 0                                                          |  |  |                                        |                                        |                                        |
|  |                                                             |                                                             |                                                             |  |  |                                                            |                                                            |                                                            |  |  |                                        |                                        |                                        |
|  |                                                             |                                                             |                                                             |  |  |                                                            |                                                            |                                                            |  |  | 1º                                     | Barueri                                | 3                                      |
|  | 2º                                                          | ADC Bradesco                                                | 0                                                           |  |  |                                                            |                                                            |                                                            |  |  | 7º                                     | Clube Curitibano                       | 0                                      |
|  | 7º                                                          | Clube Curitibano                                            | 2                                                           |  |  |                                                            |                                                            |                                                            |  |  |                                        |                                        |                                        |
|  |                                                             |                                                             |                                                             |  |  | 7º                                                         | Clube Curitibano                                           | 2                                                          |  |  |                                        |                                        |                                        |
|  |                                                             |                                                             |                                                             |  |  | 3º                                                         | Brusque                                                    | 0                                                          |  |  |                                        |                                        |                                        |
|  | 3º                                                          | Brusque                                                     | 2                                                           |  |  |                                                            |                                                            |                                                            |  |  |                                        |                                        |                                        |
|  | 6º                                                          | ACV Chapecó                                                 | 0                                                           |  |  |                                                            |                                                            |                                                            |  |  |                                        |                                        |                                        |

## Torneio Seletivo Superliga Brasileira
As equipes desclassificadas participarão do Taça Ouro de Voleibol Feminino de 2017

## Premiações
| Superliga B 2017           |
| São Paulo                  |
| -------------------------- |
| Barueri Campeão (1ºtítulo) |